# Evangelisk-lutherska bekännelsekyrkan
Evangelisk-lutherska bekännelsekyrkan (ELBK) är en evangelisk-luthersk kristen frikyrka. Kyrkan bildades efter en splittring inom Lutherska bekännelsekyrkan 1987, och fick sitt nuvarande namn 1990. Kyrkan har fyra olika församlingar i Sverige och Norge, med drygt 50 medlemmar.
I likhet med Lutherska bekännelsekyrkan (LBK), Lutherska konkordiekyrkan och Evangelisk-lutherska kyrkan i Sverige erkänner Evangelisk-lutherska bekännelsekyrkan konkordieboken som en bekännelseskrift. ELBK uppstod bland några församlingar som lämnat LBK på grund av oenigheter i vissa frågor kring nattvarden och prästämbetet.
ELBK stod mellan 1992 och 2021 i kyrkogemenskap med de Lutherska församlingarna  i Stockholms- och Umeåområdet, samt sedan 2006 med Den evangelisk-lutherske frikirke i Danmark. År 2021 inledde en församling i ELBK ett nära samarbete med Missionsprovinsen, vilket ledde till den nämnda brytningen.